# Logical Channel Numbering in Italien
In Italien ist das Antennenfernsehen seit jeher einer der beliebtesten Übertragungstechniken, um digitale Fernsehprogramme sehen zu können. Darum sind die Programme in Italien schon seit einigen Jahren überregional nach Logical-Channel-Numbering-Nummern geordnet. Dabei werden sowohl Fernseh- als auch Rundfunkprogramme berücksichtigt. 
Diese Seite soll eine Übersicht darüber geben, welche Programme über DVB-T in Italien zu empfangen sind und wie ihre zugehörigen LCN-Nummern lauten.

## Nationale Sender
| Nr. | Logo | Programm        | Multiplex  | Art     | Empfang | Genre          | Qualität |
| --- | ---- | --------------- | ---------- | ------- | --- | -------------- | -------- |
| 1   |      | Rai 1 HD        | Rai Mux MR | Free TV | Kanal 5 (Venetien), Kanal 22 (Piemont, Trentino-Südtirol), Kanal 23 (Kampanien, Lombardei), Kanal 24 (Emilia-Romagna, Friaul-Julisch Venetien), Kanal 27 (Aostatal, Toskana, Sizilien), Kanal 28 (Latium), Kanal 29 (Basilikata, Umbrien), Kanal 32 (Apulien, Marken), Kanal 35 (Abruzzen, Kalabrien), Kanal 45 (Sardinien), Kanal 46 (Ligurien) | Vollprogramm   | HDTV     |
| 2   |      | Rai 2 HD        | Rai Mux MR | Free TV | Kanal 5 (Venetien), Kanal 22 (Piemont, Trentino-Südtirol), Kanal 23 (Kampanien, Lombardei), Kanal 24 (Emilia-Romagna, Friaul-Julisch Venetien), Kanal 27 (Aostatal, Toskana, Sizilien), Kanal 28 (Latium), Kanal 29 (Basilikata, Umbrien), Kanal 32 (Apulien, Marken), Kanal 35 (Abruzzen, Kalabrien), Kanal 45 (Sardinien), Kanal 46 (Ligurien) | Vollprogramm   | HDTV     |
| 3   |      | Rai 3 HD        | Rai Mux MR | Free TV | Kanal 5 (Venetien), Kanal 22 (Piemont, Trentino-Südtirol), Kanal 23 (Kampanien, Lombardei), Kanal 24 (Emilia-Romagna, Friaul-Julisch Venetien), Kanal 27 (Aostatal, Toskana, Sizilien), Kanal 28 (Latium), Kanal 29 (Basilikata, Umbrien), Kanal 32 (Apulien, Marken), Kanal 35 (Abruzzen, Kalabrien), Kanal 45 (Sardinien), Kanal 46 (Ligurien) | Vollprogramm   | SDTV     |
| 4   |      | Rete 4 HD       | Mediaset 3 | Free TV | Kanal 49, Kanal 52 (Sardinien) | Vollprogramm   | HDTV     |
| 5   |      | Canale 5 HD     | Mediaset 3 | Free TV | Kanal 49, Kanal 52 (Sardinien) | Vollprogramm   | HDTV     |
| 6   |      | Italia 1 HD     | Mediaset 3 | Free TV | Kanal 49, Kanal 52 (Sardinien) | Vollprogramm   | HDTV     |
| 7   |      | La7 HD          | Cairo Due  | Free TV | Kanal 25, Kanal 59 (Latium, Ligurien, Sardinien, Toskana, Umbrien) | Vollprogramm   | HDTV     |
| 8   |      | TV8 HD          | TIMB 3     | Free TV | Kanal 26 (Sardinien), Kanal 42 (Toskana, Umbrien), Kanal 48 | Vollprogramm   | HDTV     |
| 9   |      | Nove HD         | Rete A 1   | Free TV | Kanal 32 (Ligurien, Sardinien, Toskana, Umbrien), Kanal 44 | Vollprogramm   | HDTV     |
| 20  |      | 20 HD           | Mediaset 3 | Free TV | Kanal 36, Kanal 46 (Sardinien) | Filme, Serien  | HDTV     |
| 21  |      | Rai 4           | Rai Mux B  | Free TV | Kanal 26, Kanal 43 (Sardinien) | Filme, Serien  | SDTV     |
| 22  |      | Iris            | Mediaset 1 | Free TV | Kanal 49, Kanal 52 (Sardinien) | Filme, Serien  | SDTV     |
| 23  |      | Rai 5           | Rai Mux B  | Free TV | Kanal 30, Kanal 49 (Sardinien) | Doku, Kultur   | SDTV     |
| 24  |      | Rai Movie       | Rai Mux A  | Free TV | Kanal 26, Kanal 43 (Sardinien) | Filme. Serien  | SDTV     |
| 25  |      | Rai Premium     | Rai Mux A  | Free TV | Kanal 26, Kanal 43 (Sardinien) | Vollprogramm   | SDTV     |
| 26  |      | Cielo           | TIMB 3     | Free TV | Kanal 32 (Ligurien, Sardinien, Toskana, Umbrien), Kanal 44 | Unterhaltung   | SDTV     |
| 27  |      | Twentyseven     | Mediaset 1 | Free TV | Kanal 32 (Ligurien, Sardinien, Toskana, Umbrien), Kanal 44 | Unterhaltung   | SDTV     |
| 28  |      | TV2000          | TIMB 3     | Free TV | Kanal 55 | Doku, Kultur   | HDTV     |
| 29  |      | La7d            | Cairo Due  | Free TV | Kanal 25, Kanal 59 (Latium, Ligurien, Sardinien, Toskana, Umbrien) | Unterhaltung   | SDTV     |
| 30  |      | La 5            | Mediaset 1 | Free TV | Kanal 49, Kanal 52 (Sardinien) | Filme, Serien  | SDTV     |
| 31  |      | Real Time HD    | TIMB 1     | Free TV | Kanal 47, Kanal 56 (Sardinien) | Filme, Serien  | HDTV     |
| 32  |      | QVC HD          | Mediaset 2 | Free TV | Kanal 36, Kanal 46 (Sardinien) | Shopping       | HDTV     |
| 33  |      | Food Network HD | TIMB 1     | Free TV | Kanal 36, Kanal 46 (Sardinien) | Unterhaltung   | HDTV     |
| 34  |      | Cine34          | Mediaset 2 | Free TV | Kanal 36, Kanal 46 (Sardinien) | Filme          | SDTV     |
| 35  |      | Focus           | Mediaset 2 | Free TV | Kanal 36, Kanal 46 (Sardinien) | Doku, Kultur   | SDTV     |
| 36  |      | RTL 102.5 TV    | TIMB 1     | Free TV | Kanal 47, Kanal 56 (Sardinien) | Musikfernsehen | HDTV     |
| 37  |      | GM24            | TIMB 1     | Free TV | Kanal 47, Kanal 56 (Sardinien) | Shopping       | SDTV     |
| 38  |      | Giallo HD       | TIMB 1     | Free TV | Kanal 47, Kanal 56 (Sardinien) | Filme, Serien  | HDTV     |
| 39  |      | Top Crime       | Mediaset 2 | Free TV | Kanal 36, Kanal 46 (Sardinien) | Filme, Serien  | SDTV     |
| 40  |      | Boing           | Mediaset 2 | Free TV | Kanal 36, Kanal 46 (Sardinien) | Filme, Serien  | SDTV     |
| 41  |      | K2              | TIMB 3     | Free TV | Kanal 26 (Sardinien), Kanal 42 (Toskana, Umbrien), Kanal 48 | Kinder         | SDTV     |
| 42  |      | Rai Gulp        | Rai Mux A  | Free TV | Kanal 26, Kanal 43 (Sardinien) | Kinder         | SDTV     |
| 43  |      | Rai Yoyo        | Rai Mux A  | Free TV | Kanal 26, Kanal 43 (Sardinien) | Kinder         | SDTV     |
| 44  |      | Frisbee         | TIMB 3     | Free TV | Kanal 26 (Sardinien), Kanal 42 (Toskana, Umbrien), Kanal 48 | Kinder         | SDTV     |
| 45  |      | Boing Plus      | TIMB 3     | Free TV | Kanal 26 (Sardinien), Kanal 42 (Toskana, Umbrien), Kanal 48 | Kinder         | SDTV     |
| 46  |      | Cartoonito      | Mediaset 2 | Free TV | Kanal 36, Kanal 46 (Sardinien) | Kinder         | SDTV     |
| 47  |      | Super!          | TIMB 3     | Free TV | Kanal 47, Kanal 56 (Sardinien) | Kinder         | SDTV     |
| 48  |      | Rai News 24     | Rai Mux MR | Free TV | Kanal 22 (Piemont, Trentino-Südtirol), Kanal 23 (Kampanien, Lombardei), Kanal 24 (Emilia-Romagna, Friaul-Julisch Venetien), Kanal 27 (Aostatal, Toskana), Kanal 28 (Latium), Kanal 29 (Basilikata, Umbrien), Kanal 32 (Apulien, Marken), Kanal 34 (Venetien), Kanal 35 (Abruzzen, Kalabrien), Kanal 45 (Sardinien), Kanal 46 (Ligurien)          | Nachrichten    | SDTV     |
| 49  |      | Italia 2        | Mediaset 1 | Free TV | Kanal 26 (Sardinien), Kanal 42 (Toskana, Umbrien), Kanal 48 | Unterhaltung   | SDTV     |
| 50  |      | Sky TG24        | TIMB 3     | Free TV | Kanal 32 (Ligurien, Sardinien, Toskana, Umbrien), Kanal 44 | Nachrichten    | SDTV     |
| 51  |      | TGcom24         | Mediaset 4 | Free TV | Kanal 49, Kanal 52 (Sardinien) | Nachrichten    | SDTV     |
| 52  |      | DMAX HD         | TIMB 1     | Free TV | Kanal 47, Kanal 56 (Sardinien) | Filme, Serien  | HDTV     |
| 54  |      | Rai Storia      | Rai Mux A  | Free TV | Kanal 30, Kanal 49 (Sardinien) | Doku, Kultur   | SDTV     |
| 55  |      | Mediaset Extra  | Mediaset 3 | Free TV | Kanal 36, Kanal 46 (Sardinien) | Filme, Serien  | SDTV     |
| 56  |      | HGTV HD         | Rete A 1   | Free TV | Kanal 32 (Ligurien, Sardinien, Toskana, Umbrien), Kanal 44 | Doku, Kultur   | HDTV     |
| 57  |      | Rai Scuola      | Rai Mux B  | Free TV | Kanal 40, Kanal 41 (Sardinien) | Kultur         | HDTV     |
| 58  |      | Rai Sport HD    | Rai Mux A  | Free TV | Kanal 30, Kanal 49 (Sardinien) | Sport          | HDTV     |
| 59  |      | Motor Trend HD  | Rete A 1   | Free TV | Kanal 32 (Ligurien, Sardinien, Toskana, Umbrien), Kanal 44 | Doku, Kultur   | HDTV     |
| 60  |      | Sportitalia     | Rete A 1   | Free TV | Kanal 38 (Sardinien), Kanal 50 | Sport          | SDTV     |
| 61  |      | SoloCalcio      | TIMB 2     | Free TV | Kanal 27 (Sardinien), Kanal 33 (Aostatal, Trentino-Südtirol, Ligurien, Toskana, Latium, Lombardei, Piemont, Umbrien, Kampanien), Kanal 42 (Marken, Abruzzen, Molise, Apulien, Basilikata, Kalabrien, Sizilien), Kanal 54 (Emilia-Romagna, Friaul-Julisch Venetien)                                                                               | Vollprogramm   | SDTV     |
| 62  |      | Donna Sport TV  | TIMB 2     | Free TV | Kanal 27 (Sardinien), Kanal 33 (Aostatal, Trentino-Südtirol, Ligurien, Toskana, Latium, Lombardei, Piemont, Umbrien, Kampanien), Kanal 42 (Marken, Abruzzen, Molise, Apulien, Basilikata, Kalabrien, Sizilien), Kanal 54 (Emilia-Romagna, Friaul-Julisch Venetien)                                                                               | Sport          | SDTV     |
| 63  |      | GO-TV           | TIMB 2     | Free TV | Kanal 55 | Vollprogramm   | SDTV     |
| 64  |      | SuperTennis     | TIMB 3     | Free TV | Kanal 26 (Sardinien), Kanal 42 (Toskana, Umbrien), Kanal 48 | Sport          | HDTV     |
| 65  |      | Alma TV         | TIMB 2     | Free TV | Kanal 55 | Vollprogramm   | SDTV     |
| 66  |      | Radio 105 TV    | Dfree      | Free TV | Kanal 24 (Sizilien, Kalabrien), Kanal 29 (Sardinien), Kanal 38 | Musikfernsehen | SDTV     |
| 67  |      | R101 TV         | Mediaset 1 | Free TV | Kanal 26 (Sardinien), Kanal 42 (Toskana, Umbrien), Kanal 48 | Musikfernsehen | SDTV     |
| 68  |      | BOM Channel     | TIMB 2     | Free TV | Kanal 55 | Vollprogramm   | SDTV     |
| 69  |      | Deejay TV HD    | Rete A 1   | Free TV | Kanal 32 (Ligurien, Sardinien, Toskana, Umbrien), Kanal 44 | Musikfernsehen | HDTV     |
| 70  |      | Radio Italia TV | TIMB 3     | Free TV | Kanal 26 (Sardinien), Kanal 42 (Toskana, Umbrien), Kanal 48 | Musikfernsehen | HDTV     |